# Dotun Akinsanya
 (décembre 2023).
Si vous disposez d'ouvrages ou d'articles de référence ou si vous connaissez des sites web de qualité traitant du thème abordé ici, merci de compléter l'article en donnant les références utiles à sa vérifiabilité et en les liant à la section « Notes et références ».
Dotun Akinsanya, né le 20 janvier 1981, est un joueur nigérian de badminton.

## Carrière
Il est médaillé d'argent en double hommes avec Abimbola Odejoke lors des Championnats d'Afrique de badminton 2000 à Bauchi.
Lors des Championnats d'Afrique de badminton 2002 à Casablanca, il remporte la médaille d'argent en simple hommes, la médaille d'argent par équipe mixte et la médaille de bronze en double hommes avec Abimbola Odejoke.
Aux Jeux africains de 2003 à Abuja, il est médaillé d'argent en double hommes avec Abimbola Odejoke et par équipe mixte et médaillé de bronze en simple hommes.
Lors des Championnats d'Afrique de badminton 2004 à Rose Hill, il obtient la médaille d'or en simple hommes et la médaille d'argent en double hommes avec Abimbola Odejoke.
Aux Jeux africains de 2007 à Alger, il est médaillé d'or par équipe mixte.